# Evolução territorial da Grécia

Expansão territorial da Grécia moderna (1832-1947).

Este artigo é uma cronologia da evolução territorial da Grécia moderna, listando as mudanças na geografia política do país.

## Cronologia

### Formação e expansão
A maior parte dos territórios atualmente situados na Grécia foram parte do Império Otomano a partir de meados do século XV. Algumas regiões, como as Ilhas Jônicas ou Mani, no entanto, nunca foram administradas diretamente pelo Império Otomano.
- Março de 1821: tem inicio uma revolta contra o Império Otomano conduzindo à guerra de independência grega.[1]
- 7 de maio de 1832: Tratado de Constantinopla, onde a Grécia tornou-se um reino independente cuja linha Arta-Vólos constituiu a fronteira setentrional. O Império Otomano é compensado, no montante de 40 milhões de piastras pela perda do território.
- 30 de agosto de 1832: Tratado de Londres, confirmando as fronteiras do Reino e estabelecendo o Príncipe Oto da Baviera como monarca.[2]
- 2 de maio de 1864: Reino Unido transfere o controle da República das Ilhas Jônicas à Grécia com o propósito de sustentar a popularidade do novo Rei Jorge I.[2]
- 4 de dezembro de 1897: Tratado de Constantinopla finaliza a Guerra Greco-Turca. Creta tornou-se um Estado autônomo.[2]
- 1881: na sequência do Tratado de Berlim de 1878, a Grécia estabelece sua fronteira ao norte, integrando uma parte da Tessália[1] e de Epiro.
- 10 de agosto de 1913: Tratado de Bucareste, encerrando a Segunda Guerra Balcânica. A Grécia ocupa o sul do Epiro, a metade sul da Macedônia, Creta e grande parte das ilhas do Mar Egeu (com exceção das ilhas italianas do Dodecaneso , ocupadas pela Itália desde a guerra ítalo-turca de 1911-1912). Estes ganhos duplicaram a área e a população do reino.
- 27 de novembro de 1919: Tratado de Neuilly, onde a Trácia Ocidental, então sob controle da Bulgária, é atribuída à Grécia.[2]
- 10 de agosto de 1920: Tratado de Sèvres, atribuindo à Grécia a Esmirna e sua região na Anatólia ocidental, a Trácia Oriental (incluindo Adrianópolis e Gallipoli) e as ilhas de Imbros e de Tênedos.[2] O tratado nunca foi ratificado por todos os seus signatários e, provocando na Turquia um renascimento nacional em torno de Mustafa Kemal, levou à queda do Império Otomano, a proclamação da República da Turquia e a negociação de um novo tratado mais vantajoso para os mesmos.
- 24 de julho de 1923: Tratado de Lausanne, revisão e anulação do Tratado de Sèvres implementando uma troca de populações entre a Grécia e a Turquia. Um milhão e meio de cristãos na Anatólia e na Trácia Oriental deveriam se assentar na Grécia, enquanto que 500.000 muçulmanos na Macedônia e no Epiro deveriam abandonar a Grécia e se estabelecer na Turquia.

### Segunda Guerra Mundial

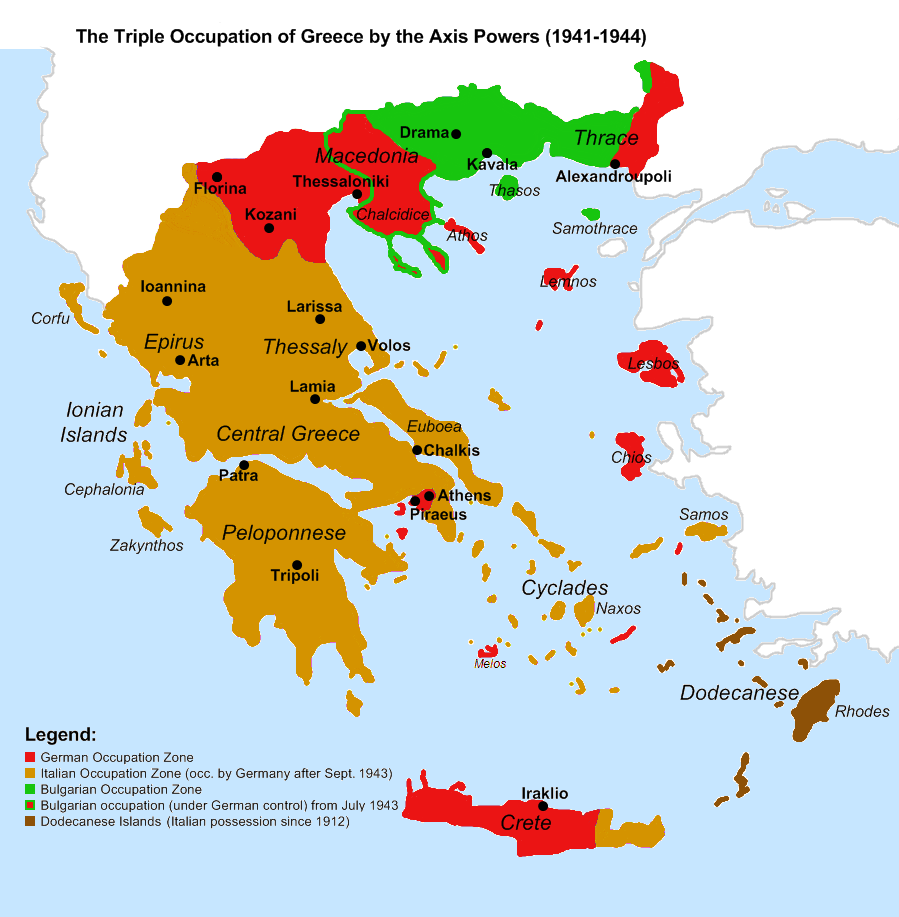
Ocupação tripartite da Grécia entre 1941 e 1945.

- 28 de outubro de 1940: invasão italiana e início da Guerra Greco-Italiana.
- 6 de abril de 1941: invasão alemã e início da Batalha da Grécia.
- 28 de abril de 1941: capitulação grega. O país é ocupado e a Grécia é dividida em três zonas de ocupação entre a Alemanha Nazista, o Reino da Bulgária e a Itália fascista.
- Final de outubro de 1944: evacuação alemã da Grécia continental. Em algumas poucas ilhas, como em Creta, as guarnições alemãs continuam presentes até maio-junho de 1945.
- 10 de fevereiro de 1947: Tratado de Paris, onde a Itália transfere o Dodecaneso para a Grécia. O país, então, alcança seu escopo atual.[1]